# William Daniels
William David Daniels (Brooklyn, Nueva York, 31 de marzo de 1927) es un actor estadounidense, conocido principalmente por sus actuaciones en Boy Meets World (Yo y el mundo) como el Sr. Feeny, en The Graduate como el padre de Benjamin Braddock (Dustin Hoffman), como el presidente John Adams en el musical 1776, como la voz de KITT en Knight Rider, y por su papel del Dr. Mark Craig en St. Elsewhere. Fue presidente del Sindicato de Actores entre 1999 y 2001.

## Biografía

### Primeros años
Daniels nació en Brooklyn, Nueva York, hijo de Irene y David Daniels. Se graduó de la Universidad de Northwestern en 1949; y se casó en 1951 con la actriz y ganadora del Emmy Bonnie Bartlett, con la cual actualmente tiene dos hijos.

### Carrera
Su debut fue como director de una escuela en el drama pacifista Ladybug Ladybug, en 1963. En 1967 protagoniza junto a Dustin Hoffman y Anne Bancroft El graduado. En 1969, Daniels protagoniza el musical 1776, con el personaje de John Adams, y apareció con el mismo personaje en la versión llevada al cine en 1972.
En 1976 aparece como John Quincy Adams en la miniserie de la PBS The Adams Chronicles en el mismo papel con el cual apareció en 1952, cuando su personaje era un niño.

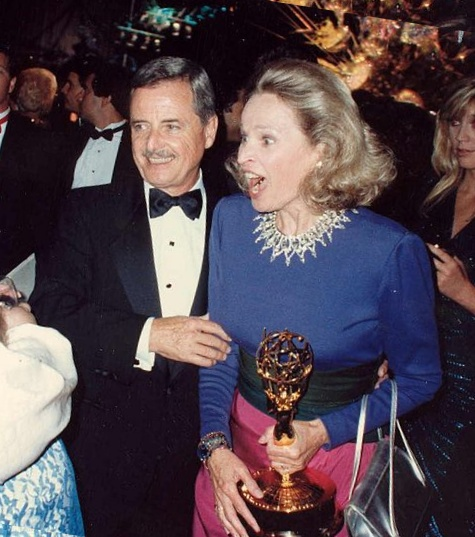
William Daniels junto a su esposa Bonnie Bartlett en la entrega de los Emmy de 1987.

Al trabajar para la NBC, entre 1982 y 1986, presta su voz para KITT en la serie de El Coche fantástico. Trabajando para la misma cadena televisiva, toma el papel del Dr. Mark Craig en el drama médico St. Elsewhere entre 1982 y 1988. Este último papel le permitirá obtener dos premios Emmy. En la década de 1990 Daniels protagonizó el papel del profesor George Feeny en la serie Aprendiendo a vivir entre 1993 y 2000.

## Premios y distinciones
En 1986 Daniels y su esposa Bonnie Bartlett, con la cual era pareja en St. Elsewhere y Boy Meets World, ganaron el Premio Emmy la misma noche, convirtiéndose en la primera pareja casada en ganar el premio al mismo tiempo desde que Alfred Lunt y Lynn Fontanne lo obtuvieron en 1965 por una película.
La Universidad de Northwestern entrega anualmente los Premios William Daniels (llamados los "Willies"), que honran las mejores actuaciones, directores, coreógrafos en el campo teatral durante el año.